# Альмейда (Колумбия)
Альмейда (исп. Almeida) — небольшой город и муниципалитет в центральной части Колумбии, на территории департамента Бояка. Входит в состав Восточной провинции.

## История
Поселение, из которого позднее вырос город, было основано в 1889 году. Муниципалитет Альмейда был выделен в отдельную административную единицу в 1907 году.

## Географическое положение

Муниципалитет Альмейда

Город расположен в южной части департамента, в гористой местности Восточной Кордильеры, к западу от реки Бата (бассейн реки Мета), на расстоянии приблизительно 59 километров к югу от города Тунха, административного центра департамента. Абсолютная высота — 1930 метров над уровнем моря.
Муниципалитет Альмейда граничит на севере с территорией муниципалитета Гарагоа, на востоке — с муниципалитетом Маканаль, на юге и юго-востоке — с муниципалитетом Чивор, на юго-западе — с муниципалитетом Гуаята, на западе — с муниципалитетом Сомондоко. Площадь муниципалитета составляет 57,98 км².

## Население
По данным Национального административного департамента статистики Колумбии, совокупная численность населения города и муниципалитета в 2015 году составляла 1754 человека.
Динамика численности населения муниципалитета по годам:
| 2005 | 2006 | 2007 | 2008 | 2009 | 2010 | 2011 | 2012 | 2013 | 2014 | 2015 |
| ---- | ---- | ---- | ---- | ---- | ---- | ---- | ---- | ---- | ---- | ---- |
| 2294 | 2230 | 2177 | 2117 | 2066 | 2015 | 1952 | 1907 | 1850 | 1802 | 1754 |

Согласно данным переписи 2005 года мужчины составляли 52 % от населения Альмейды, женщины — соответственно 48 %. В расовом отношении белые и метисы составляли 99,8 % от населения города; негры, мулаты и райсальцы — 0,2 %.
Уровень грамотности среди всего населения составлял 85 %.

## Экономика
Основу экономики Альмейды составляет сельское хозяйство.

50 % от общего числа городских и муниципальных предприятий составляют предприятия торговой сферы, 40 % — предприятия сферы обслуживания, 10 % — промышленные предприятия.